# Полецкишки (Вороновский район)
Полецкишки (бел. Паляцкі́шкі) — агрогородок в Вороновском районе Гродненской области Минской области Белоруссии. В составе Погородненского сельсовета.

## География
В 10 км в направлении на северо-запад от Вороново, 250 км от Гродно, 14 км от железнодорожной станции Бенякони.
Расположен в приграничной зоне.

## История
В 2009 году деревня Полецкишки преобразована в агрогородок.
До 3 ноября 2013 года в составе Полецкишского сельсовета.

## Население

### Численность
- 2009 год — 391 житель

### Динамика
- 2000 год — 437 жителей, 169 дворов[4]
- 2009 год — 391 житель (перепись населения)

## Образование
- Средняя школа
- Библиотека

## Культура
- Дом культуры
- Центр культуры и досуга
- Этнографический уголок "Матывы роднага краю" филиала "Полецкишский центр культуры и досуга" (2000)
- Музейная комната "Спадчына" ГУО "Полецкишская средняя школа" (2004)

## Достопримечательность
- Часовня